# Lacanobia dimmocki
Lacanobia dimmocki är en fjärilsart som beskrevs av Augustus Radcliffe Grote 1875. Lacanobia dimmocki ingår i släktet Lacanobia och familjen nattflyn. Inga underarter finns listade i Catalogue of Life.